# 普魯士的亞歷山德琳公主 (1915年—1980年)
普魯士的亞歷山德琳（德語：Alexandrine von Preußen，1915年4月7日—1980年10月2日），德國皇儲威廉的長女，德意志皇帝威廉二世的孫女。
亞歷山德琳患有唐氏症。她終生未婚，1980年於施塔恩貝格去世，享年65歲。